# ماكولي كينغ
ماكولي كينغ (بالإنجليزية: Macauley King)‏ هو لاعب كرة قدم بريطاني في مركز الدفاع، ولد في 4 أكتوبر 1995 في Narborough, Leicestershire ‏ في المملكة المتحدة. لعب مع إندي إليفن.